# Földrajzi árujelző
A földrajzi árujelző olyan földrajzi név, amely bizonyos termékek tekintetében polgári jogi, pontosabban iparjogvédelmi oltalom alatt áll. Gyűjtőfogalom. Két fajtája a földrajzi jelzés és az eredetmegjelölés. Magyarországon a földrajzi árujelzők oltalma három, egymás mellett működő és egymást kiegészítő – esetenként kizáró – rendszerből épül fel:
- nemzeti,
- közösségi (EU),
- nemzetközi,

oltalom.

## A magyar jog szerint
Az 1997. július 1-jével hatályba lépett 1997. évi XI. törvény (rövidítése: Vt.) a védjegyek oltalmán túl a földrajzi árujelzők oltalmáról is rendelkezik. (Korábban nem volt egységes jogi szabályozás, egyes részletek külön jogszabályokban jelentek meg és nem volt egységes eljárás sem a földrajzi árujelzők bejelentésének illetve lajstromozásának eljárásáról.)
Az 1997. évi XI. törvény Hetedik Része rendelkezik a földrajzi árujelzők oltalmáról. (A XVI. Fejezet az oltalom tárgyáról, tartalmáról, bitorlásáról és megszűszármanéséről szól.)
Nemzeti oltalom a Szellemi Tulajdon Nemzeti Hivatalánál (SZTNH) benyújtott bejelentéssel  szerezhető (lásd: 16/2004. (IV.27.) IM rendelet 4. §). A nemzeti oltalom megszerzésének a lajstromozás a feltétele. Az EU-csatlakozás óta mezőgazdasági termékekre, élelmiszerekre, szőlészeti és borászati termékekre, valamint ízesített borokra nem szerezhető nemzeti oltalom, ezen termékek vonatkozásában kizárólag uniós földrajzi árujelzők kerülhetnek lajstromozásra.

### A földrajzi árujelző fogalma
A földrajzi árujelző a magyar jogba 1997-ben bevezetett gyűjtőfogalom: földrajzi árujelzőként oltalomban részesülhet a kereskedelmi forgalomban a termék földrajzi származásának feltüntetésére használt földrajzi jelzés és az eredetmegjelölés.

„A földrajzi árujelzők [Vt. 103.§.(1)] fogalmát általánosságban mindazoknak a megjelöléseknek a gyűjtőneveként alkalmazzuk, amelyeket a forgalomban a termékek földrajzi eredetének azonosítására használunk. Iparjogvédelmi oltalom alá azonban csak meghatározott feltételek teljesítése esetén, hatósági eljárás eredményeképpen kerülhetnek. A földrajzi árujelzők oltalmának lényege, hogy - a termékek minőségi jellemzői és származási területük között bizonyíthatóan fennálló kapcsolatot elismerve - fellépési lehetőséget biztosít mindazokkal szemben, akik az adott megjelölést jogosulatlanul használják. Ennek legjellemzőbb példája, ha az adott termék nem a megjelölt földrajzi területről származik, de ide tartozik az az eset is, ha nem felel meg a termékleírásban foglalt egyéb követelményeknek.”

– Szellemi Tulajdon Nemzeti Hivatala

### A földrajzi jelzés fogalma
A földrajzi jelzés valamely táj, helység, kivételes esetben ország neve, amelyet az e helyről származó – a meghatározott földrajzi területen termelt, feldolgozott, illetve előállított – olyan termék megjelölésére használnak, amelynek különleges minősége, hírneve, vagy egyéb jellemzője lényegileg ennek a földrajzi származásnak tulajdonítható.

### Az eredetmegjelölés fogalma
Az eredetmegjelölés valamely táj, helység, kivételes esetben ország neve, amelyet az e helyről származó – a meghatározott földrajzi területen termelt, feldolgozott, illetve előállított – olyan termék megjelölésére használnak, amelynek különleges minősége, hírneve, vagy egyéb jellemzője kizárólag vagy lényegében az adott földrajzi környezet, az arra jellemző természeti és emberi tényezők következménye.

### A  földrajzi árujelző jogosultja
A földrajzi árujelzőre oltalmat szerezhet bármely természetes és jogi személy, valamint jogi személyiség nélküli társaság, amely az árujelzőben feltüntetett földrajzi területen olyan terméket termel, dolgoz fel, vagy állít elő, amelynek megjelölésére a földrajzi árujelzőt használják. A földrajzi árujelző kollektív jogosultság, így fontos kihangsúlyozni, hogy nem csupán a bejelentők jogosultak az oltalom alatt álló földrajzi árujelző használatára, hanem bárki, aki az érintett földrajzi területen – amennyiben a termékleírás is feltétele az oltalomnak, úgy annak megfelelően – állítja elő a megjelöléssel ellátott terméket.
Magyar nemzeti földrajzi árujelző oltalom (függetlenül attól, hogy a megjelölés hazai vagy külföldi területet jelöl-e) külföldi személyeket csak nemzetközi szerződés vagy viszonosság esetén illethet meg
Nemzetközi oltalom iránti eljárást csak az kezdeményezhet, aki nemzeti oltalom alatt álló eredetmegjelölés (és nem földrajzi jelzés) jogosultja.

### Az oltalom tartalma és időtartama
Az oltalom birtokosa jogosult a földrajzi árujelzőt a termékjegyzékben meghatározott termékek vonatkozásában használni, azonban harmadik félnek használati engedélyt (licenciát) nem adhatnak A földrajzi árujelző bitorlása (Vt. 110. §) esetén bármely jogosult felléphet a bitorlóval szemben.
Fontos megjegyezni, hogy míg a kereskedelmi forgalomban a termék szokásos elnevezésévé vált jelölés nem részesülhet oltalomban, addig a már lajstromozott földrajzi árujelző sem válhat a termék kereskedelmi forgalomban szokásos elnevezésévé, ezzel elveszítve oltalmi jellegét
Az oltalom a lajstromozással keletkezik, a bejelentés napjára visszaható hatállyal. Időtartama elvileg  korlátlan.

### Az oltalom  megszűnése
A földrajzi árujelzőt törölni kell, ha annak ellenére került lajstromozásra, hogy nem felelt meg  valamely oltalomképességi feltételnek. Ekkor a Szellemi Tulajdon Nemzeti Hivatala törli a lajstromból
A szeszes italokkal kapcsolatos földrajzi árujelző oltalma akkor is megszűnhet, ha az ellenőrzésre kijelölt szerv a földrajzi árujelző használatában a termékleíráshoz képest súlyos és másként nem orvosolható hiányosságot állapít meg.
A nemzetközi eredetmegjelölés oltalma megszűnik, ha az alapjául szolgáló eredetmegjelölés megszűnt).

## Európai uniós (közösségi) oltalom
A közösségi földrajzi árujelző olyan oltalmat nyújt a jogosultaknak, amely az Európai Unió minden tagállamára kiterjed.
Az oltalom megszerzése kétlépcsős eljárásban történik, egy nemzeti és egy uniós szakaszból áll. A mezőgazdasági termékekre az élelmiszererekre, valamint a szőlészeti és borászati termékre és az ízesített borokra az európai uniós oltalom kizárólagos jellegű, azaz az EU tagállamai ilyen termékekre nemzeti oltalmat nem tarthatnak fenn, ezt az Európai Parlament és a Tanács 1151/2012/EU rendelete szabályozza. A szeszes italokra lehetséges párhuzamos oltalom, tehát nemzeti oltalomnak is helye van.
A földrajzi árujelzőkre vonatkozó kérdéseket az Európai Unióban a KAP (Közös agrárpolitika) kertében kezelik, nem-mezőgazdasági (főleg ipari) termékekre az Európai Uniónak egyelőre nincs közös oltalmi rendszere.
A közösségi oltalom megszerzéséhez Magyarországon a kérelmet az agrárpolitikáért felelős miniszterhez kell benyújtani, aki továbbítja azt az SZTNH-nak, majd a kérelemnek helyt adó nemzeti határozat jogerőre emelkedése esetén továbbítja azt az Európai Bizottsághoz.

### Kategóriái
A földrajzi árujelzőknek az uniós jogban kétféle kategóriája van, a termékek és a földrajzi terület közötti kapcsolat erősségétől függően.
- Az oltalom alatt álló eredetmegjelölések (magyar rövidítés: OEM) (angolul: protected designations of origin, PDO) esetében a termékek lényegében vagy kizárólag a megjelölésben szereplő földrajzi terület (régió, hely vagy – kivételes esetben –  ország) által nyújtott környezetnek köszönhetik minőségüket vagy különleges jellemzőiket, és az előállításnak és a feldolgozás minden egyes lépésének az adott területen kell történnie.
- Az oltalom alatt álló földrajzi jelzések (magyar rövidítés: OFJ) (angolul: protected geographical indications) esetén a termék valamely tulajdonsága vagy hírneve a földrajzi származásnak tulajdonítható, és az előállítás és feldolgozás valamely lépésének az adott területen kell történnie.

Az EU-ban használatos harmadik kategória, a „hagyományos különleges termék” (HKT, angolul: traditional speciality guaranteed, TSG) jelölés földrajzi helytől függetlenül, az előállítás kialakult módját, minőségét garantálja (de általában ez is egy adott térség kulturális hagyománya, lásd pl.: pozsonyi kifli).
Az Európai uniós földrajzi árujelzővel oltalmazott magyar termékek listáját lásd lejjebb, külön szakaszban.

## Nemzetközi oltalom
Nemzetközi bejelentést az SZTNH által lajstromozott eredetmegjelölés jogosultja nyújthat be a származási ország hivatalánál, a Lisszaboni Megállapodás alaki követelményeinek megfelelően.
Míg a nemzeti és a közösségi oltalmi rendszerek egymást kiegészítve nyújtanak oltalmat az egyes terméktípusok vonatkozásában, addig a nemzetközi lajstromozás a Lisszaboni Megállapodást aláíró valamennyi szerződő államra kiterjedő oltalmat eredményez, és mindaddig fennáll, amíg a megjelölés a származási országban az oltalom fennáll. A bejelentést a származási ország hivatala (Magyarországon az SZTNH) útján lehet megtenni, melyet az továbbítási díj megfizetése ellenében továbbít a Szellemi Tulajdon Világszervezete (WIPO) genfi Nemzetközi Irodájához.
Nemzetközi oltalom részét képezik továbbá az államok között fennálló kétoldalú (ún. bilaterális) megállapodások. Magyarországnak jelenleg két ilyen megállapodása van hatályban (Svájccal és Portugáliával), amelyeket az 1981. évi 27. törvényerejű rendelet, illetve a 49/1986. (XI. 12.) MT rendelet hirdetett ki. Továbbá az Európai Unión keresztül az USA-val, illetve Ausztráliával is van ilyen megállapodás, pl. a „Tokaj” név használatára a borok esetén.<ref= SZTNH />
A nemzetközi oltalom bármilyen termékre vonatkozhat, tehát mezőgazdasági termékekre és élelmiszerekre; szőlészeti és borászati termékekre, ízesített borokra; szeszes italokra, valamint ún. nem-mezőgazdasági termékekre egyaránt.

## Jogérvényesítés földrajzi árujelző jogosultja jogainak megsértése esetén
Földrajzi árujelző bitorlása miatt a földrajzi árujelző jogosultja illetve jogos használója pert indíthat a bíróság előtt és a törvényben meghatározott igényekkel léphet fel.
A termékleírást is igénylő földrajzi árujelzők jogosulatlan használata ellen nem csupán a jogosultak léphetnek fel, hanem azok a hatóságok is, amelyek a jogszabály alapján a termékleírásnak való megfelelést ellenőrzik.

## Földrajzi árujelzők és a borok
A minőségi borok meghatározott termőterületről, úgynevezett „borvidékről” származó szőlőből készülnek. A borvidékek területét jogszabály (Magyarországon a bortörvény) határozza meg. A terület földrajzi neve a földrajzi árujelzők, ezen belül a földrajzi jelzés és az eredetmegjelölés különleges jogi oltalmában részesülhet.
Így például az Eger szó (és melléknévi, változata, az egri) földrajzi árujelzőként van lajstromozva, így a területen termelő valamennyi borász alanyi jogává vált az egri bikavér megjelölés használata a termékleírásnak megfelelő minőségű borra. Az egri bikavér nem borfajta, ezért a megjelölést az egri borvidéken kívüli termelők nem használhatják.
A borra vonatkozó földrajzi árujelző lajstromívén pontosan feltüntetik a termékleírásban foglalt termőterületet.

## A földrajzi árujelzőkre vonatkozó jogszabályok
A Magyarországra vonatkozó bel- és külföldi jogszabályok a következők:

### Magyar jogszabályok
- 1997. évi XI. törvény a védjegyek és a földrajzi árujelzők oltalmáról (rövidítve: Vt.)
- 16/2004. (IV. 27.) IM rendelet a védjegybejelentés és a földrajzi árujelzőre vonatkozó bejelentés részletes alaki szabályairól
- 178/2009. (IX. 4.) Korm. rendelet a borászati termékek eredetmegjelöléseinek és földrajzi jelzéseinek közösségi oltalmára irányuló eljárásról, valamint ezen termékek ellenőrzéséről
- 158/2009. (VII. 30.) Korm. rendelet a mezőgazdasági termékek és az élelmiszerek, valamint a szeszes italok földrajzi árujelzőinek oltalmára irányuló eljárásról és a termékek ellenőrzéséről
- 19/2005. (IV. 12.) GKM rendelet a Magyar Szabadalmi Hivatal előtti iparjogvédelmi eljárások igazgatási szolgáltatási díjairól
- 371/2004. (XII. 26.) Korm. rendelet az egyes szellemi tulajdonjogokat sértő áruk elleni vámhatósági intézkedésekről
- Az Országgyűlés 77/2008. (VI. 13.) OGY határozata a hungarikumok védelméről

### Európai uniós (közösségi) jogszabályok
- A Tanács 510/2006/EK rendelete (2006. március 20.) a mezőgazdasági termékek és élelmiszerek földrajzi jelzéseinek és eredetmegjelöléseinek oltalmáról
- A Bizottság 1898/2006/EK rendelete (2006. december 14.) a mezőgazdasági termékek és élelmiszerek földrajzi jelzéseinek és eredetmegjelöléseinek oltalmáról szóló 510/2006/EK tanácsi rendelet végrehajtására vonatkozó részletes szabályok megállapításáról
- Az Európai Parlament és a Tanács 110/2008/EK rendelete (2008. január 15.) a szeszes italok meghatározásáról, megnevezéséről, kiszereléséről, címkézéséről és földrajzi árujelzőinek oltalmáról, valamint az 1576/89/EK tanácsi rendelet hatályon kívül helyezéséről
- A Tanács 1234/2007/EK rendelete (2007. október 22.) a mezőgazdasági piacok közös szervezésének létrehozásáról, valamint egyes mezőgazdasági termékekre vonatkozó egyedi rendelkezésekről ( más néven "az egységes közös piacszervezésről szóló rendelet")
- A Bizottság 114/2009/EK rendelete (2009. február 6.) az oltalom alatt álló eredetmegjelöléssel és az oltalom alatt álló földrajzi jelzéssel ellátott borokra való hivatkozás tekintetében a 479/2008/EK tanácsi rendelet alkalmazására vonatkozó átmeneti intézkedések megállapításáról

(Forrás: SZTNH)

### Nemzetközi szabályok
- Az ipari tulajdon oltalmára létesült Párizsi Uniós Egyezmény
- Az eredetmegjelölések oltalmára és nemzetközi lajstromozására vonatkozó Lisszaboni Megállapodás (Magyarországon kihirdette az 1982 évi 1. törvényerejű rendelet)
- Az eredetmegjelölések oltalmára és nemzetközi lajstromozására vonatkozó Lisszaboni Megállapodáshoz kapcsolódó Végrehajtási Szabályzat

## Kétoldalú megállapodások
- A Magyar Népköztársaság és a Svájci Államközösség között létrejött, a származási jelzések, eredetmegjelölések és egyéb földrajzi megjelölések oltalmáról szóló szerződés

Kihirdette az 1981. évi 27. törvényerejű rendelet
Lásd az ementáli sajt jogi kérdéseit (Ementáli vs Ementaler)
- A Magyar Népköztársaság és a Portugál Köztársaság Kormányai között létrejött, a származási jelzések, eredetmegjelölések és egyéb földrajzi megnevezések oltalmáról szóló megállapodás

Kihirdette az 1981. évi 27. törvényerejű rendelet)
Lásd a portói bor jogi kérdéseit, (Oportó vs Portugieser)

## Európai uniós földrajzi árujelzővel oltalmazott magyar élelmiszerek
Eredetmegjelölési oltalom (OEM) magyar termékekre
Bejegyezve
- Szegedi téliszalámi / Szegedi szalámi (2007. december 15.)
- Hajdúsági torma (2009. október 22.)
- Makói vöröshagyma / Makói hagyma (2009. november 6.)
- Szegedi fűszerpaprika-őrlemény / Szegedi paprika (2010. november 4.)
- Alföldi kamillavirágzat (2012. február 25.)
- Kalocsai fűszerpaprika-őrlemény (2012. július 5.)
- Akasztói szikiponty (2020. szeptember 25.)
- Szomolyai rövidszárú fekete cseresznye (2020. november 17.)
- Tuzséri alma (2021. augusztus 2.)

Kérelmezve
- nincs folyamatban kérelem

Földrajzi jelzéssel ellátott oltalom (OFJ) magyar termékekre
Bejegyezve
- Budapesti téliszalámi (2009. április 21.)
- Csabai kolbász / Csabai vastagkolbász (2010. június 19.)
- Gyulai kolbász / Gyulai pároskolbász (2010. június 19.)
- Gönci kajszibarack (2011. május 20.)
- Magyar szürkemarha hús  (2011. december 14.)
- Szőregi rózsatő (2012. július 15.)
- Szentesi paprika (2014. február 21.)
- Makói petrezselyemgyökér (2017. december 5.)
- Győr-Moson-Sopron megyei Csemege sajt (2020. április 20.)
- Szilvásváradi pisztráng (2020. szeptember 11.)
- Újfehértói meggy (2021. február 18.)
- Budaörsi őszibarack (2021. április 19.)
- Nagykun rizs (2021. május 18.)
- Hegykői petrezselyemgyökér (2021. június 3.)
- Balatoni hal (2021. június 14.)
- Őrségi tökmagolaj (2021. augusztus 2.)
- Jászsági nyári szarvasgomba (2021. augusztus 19.)
- Szegedi tükörponty (2021. szeptember 8.)
- Fertőd vidéki sárgarépa (2021. november 8.)
- Derecske alma (2022. július 11.)
- Nagykörűi ropogós cseresznye (2022. augusztus 26.)
- Keleméri bárányhús (2022. december 20.)
- Szabolcsi alma (közzétéve: 2023. május 3.)
- Lajta sajt (közzétéve: 2023. június 8.)

Kérelmezve
- nincs folyamatban kérelem

### Magyar hivatkozások
- Jókúti András – Szabó Ágnes: A földrajzi árujelzők közösségi és hazai szabályozása. Fehér könyv a szellemi tulajdon védelméről 2005, MSZH – MSZTT, Budapest, 85-103. o.
- Millisits Endre: Némi élénkülés az eredetmegjelölések nemzetközi oltalma területén, Magyar Iparjogvédelmi és Szerzői Jogi Egyesület (MIE) Közleményei, 46. szám, 2005/2006, 130–136. o.
- Kókai-Kunné Szabó Ágnes: Lisszabontól Genfig az agrár termékek földrajzi árujelző oltalmának szabályozására figyelemmel, Védjegyvilág, 25. jubileumi különszám, 2013, 23–30. o.
- Tarjányi Petra: A földrajzi árujelzők joga, különös tekintettel az Európai Bíróság gyakorlatára, (Iparjogvédelmi és Szerzői Jogi Szemle, 12. (122.) évfolyam 2. szám, 2017. április)

### Külföldi hivatkozások
- Néhány országbeli földrajzi árujelzők listája Archiválva 2007. november 16-i dátummal a Wayback Machine-ben
- Az Európai Bizottság DOOR-adatbázisa (Database of Origin and Registration) (földrajzi árujelzővel ellátott termékek adatbázisa)
- Az „E-BACCHUS” a tagállamokból és harmadik országokból származó borokat jelölő, az Európai Közösség területén oltalom alatt álló földrajzi jelzések adatbázisa